# Temerin
Temerin er en by i det nordlige Serbien, med et indbyggertal (pr. 2002) på cirka 19.000. Byen ligger i distriktet Syd-Bačka, i den autonome provins Vojvodina.
45°25′N 19°53′Ø / 45.417°N 19.883°Ø
- Wikimedia Commons har flere filer relateret til Temerin